# Raymond Leo Burke
Raymond Leo Burke (Richland Center, Wisconsin, 30 de juny de 1948) és un cardenal estatunidenc de l'Església catòlica i del 2008 al 2014 prefecte del Tribunal Suprem de la Signatura Apostòlica.
Va ser el menor de sis fills. Entre 1962 i 1968 va estudiar al Seminari de la Santa Creu de La Crosse (Wisconsin), i després a la Universitat Catòlica d'Amèrica el 1968, on va obtenir el títol de Grau i el màster en Filosofia. A continuació va anar a la Pontifícia Universitat Gregoriana, on va obtenir el grau de Sacrae Theologiae Baccalaureus.
Va ser ordenat sacerdot pel Papa Pau VI el 29 de juny de 1975 a la Basílica de Sant Pere. Després de la seva ordenació, va tornar a La Crosse i va ser rector associat a la Catedral de Sant Josep Obrer i va ensenyar religió a l'Aquinas High School.
El 1980, va tornar a Roma i va obtenir un doctorat en Dret Canònic per la Pontifícia Universitat Gregoriana. El 1984, va treballar com a moderador de la cúria i vicecanceller de la diòcesi de La Crosse. El 1989, va ser nomenat defensor del vincle del Tribunal Suprem de la Signatura Apostòlica. El 10 de desembre de 1994 va ser nomenat bisbe de La Crosse i va rebre l'ordenació episcopal el 6 de gener de 1995 a la Basílica de Sant Pere.
El 2 de desembre de 2003 va ser nomenat arquebisbe de Saint Louis. El 27 de juny de 2008 el Papa Benet XVI el va nomenar prefecte del Tribunal Suprem de la Signatura Apostòlica. Creat i proclamat cardenal pel Papa Benet XVI al consistori del 20 de novembre de 2010, de la Diaconia de Sant'Agata dei Goti (Santa Àgata dels Gots). Va participar en el conclave de 2013, després de la renúncia de Benet XVI. El 2014 el papa el va demetre de les seves funcions en la cúria era membre de la Secretaria d'Estat, les congregacions: per al Culte Diví i la Disciplina dels Sagraments, per als Bisbes i el Consell Pontifici per als Textos Legislatius. Després va esdevenir Cardenal Patró de l'Orde de Malta, una funció que a pesar del títol aparatós és més representativa sense gaire influència política, que es pot considerar com una degradació.
És considerat pertànyer a l'ala ultraconservadora de la cúria, sobretot en temes d'ètica sexual i marital o d'obertura a més responsabilitats per a les dones. Veu l'homosexualitat com un «sofriment» que fa infeliç i no com a disposició innata. Les seves crítiques obertes al papa «Hi ha una forta sensació que l'Església està com una nau sense timó» i les seves gestions dins de l'Orde de Malta van empitjorar la relació amb el papa Francesc. El 2016, en una carta oberta, signada amb tres altres cardenals, Walter Brandmüller, Joachim Meisner i Carlo Caffarra, va exigir que el papa corregís la seva posició pastoral envers les persones divorciades que tornen a casar-se i que volen participar en els sagraments -cosa prohibida en el catolicisme- que tots quatre consideraven massa tova. Aquesta rebel·lia oberta és un cas insòlit en la història del Vaticà. Entrevistat sobre el tema, el papa Bergoglio sembla força tranquil i va afirmar que «alguns continuen sense comprendre, o blanc o negre, i en el flux de la vida s'ha de discernir».
Segons els seus biògrafs, Burke, tot i expressar una profunda hostilitat cap a l'homosexualitat, practica l'homosexualitat sense límits durant les nits. Aquest fet fa que acabi trencant relacions amb el fins aleshores company polític seu Steve Bannon, quan aquest va mostrar interès per fer una pel·lícula de Sodoma de l'escriptor Frédéric Martel, on s'exposava aquesta doble moralitat de Burke.
Durant la pandèmia de la Covid-19, es va mostrar pròxim als moviments antivacunes, fins i tot avalant afirmacions infundades com que hi havia interessos a col·locar microxips a les persones. L'agost del 2021 va ingressar per covid a l'hospital.